# 산대저수지
《산대저수지》는 경상북도 경주시 안강읍 산대리에 위치한 대한민국의 저수지이다. 줄여서 산대지라고 불려져 있다. 공사 기간은 1960년에 착공하여, 1964년 12월 30일에 준공하였다. 시설 관리자는 경주시장과 한국농어촌공사 담당하고 있다. 2013년 4월 12일 둑이 무너져 주민들이 대피하였다.

## 같이 보기
- 안강읍